# Ophichthus pullus
Ophichthus pullus är en fiskart som beskrevs av Mccosker 2005. Ophichthus pullus ingår i släktet Ophichthus och familjen Ophichthidae. Inga underarter finns listade i Catalogue of Life.